# Laura Emonts
Laura Emonts (née Weihenmaier le 4 avril 1991 à Tuttlingen) est une joueuse allemande de volley-ball. Elle mesure 1,79 m et joue au poste de réceptionneuse-attaquante. Elle totalise 16 sélections en équipe d'Allemagne.

## Clubs
| Club                   | De        | À         |
| ---------------------- | --------- | --------- |
| TG Tuttlingen          | 2000-2001 | 2004-2005 |
| TV Villingen           | 2005-2006 | 2006-2007 |
| VC Olympia Berlin      | 2007-2008 | 2008-2009 |
| SC Potsdam             | 2009-2010 | 2011-2012 |
| Alemannia Aachen       | 2012-2013 | 2013-2014 |
| Schweriner SC          | 2014-2015 | 2014-2015 |
| Ladies in Black Aachen | 2015-2016 | jan 2016  |
| NawaRo Straubing       | jan 2016  | mai 2016  |
| VK Prostějov           | 2016-2017 | 2017-2018 |
| Olympiakos Le Pirée    | 2018-2019 | 2018-2019 |
| SC Potsdam             | 2019-2020 | 2022-2023 |
| Schweriner SC          | 2023-2024 | ...       |

## Palmarès

### Équipe nationale
- Championnat du monde des moins de 20 ans
  - Vainqueur : 2009
- Ligue européenne
  - Finaliste : 2014
- Championnat d'Europe féminin de volley-ball
  - 5éme place : 2015

### Clubs
- Championnat de République tchèque
  - Vainqueur : 2017, 2018.
- Coupe de République tchèque
  - Vainqueur : 2018
  - Finaliste : 2017
- Coupe de Grèce
  - Vainqueur : 2019
- Championnat de Grèce
  - Vainqueur : 2019